# بیچهورن
بیچهورن (به لاتین: Bietschhorn) یک کوه در سوئیس است که در کانتون وله واقع شده‌است. بیچهورن ۳٬۹۳۴ متر بالاتر از سطح دریا واقع شده‌است.